# Kathleen Lockhart
Kathleen Lockhart (ur. 9 sierpnia 1894, zm. 18 lutego 1978) – angielska aktorka filmowa.

## Filmografia
- 1936: Dzieci ulicy jako pani Murphy
- 1936: Career Woman jako Pani Mitt Clark
- 1938: Blondie jako Pani Miller
- 1938: Decydująca noc jako pani Cratchit
- 1938: Zakochani jako ciocia Amelia
- 1943: Misja do Moskwy jako Lady Chilston (niewymieniona w czołówce)
- 1943: Upadły anioł jako Pani Catty, nauczycielka muzyki
- 1947: Dżentelmeńska umowa jako pani Mrs. Jessie Minify (niewymieniony w czołówce)
- 1951: I'd Climb the Highest Mountain jako Pani Brock
- 1952: Podróż ku Nowemu Światu jako Mary Brewster (niewymieniona w czołówce)
- 1953: Confidentially Connie jako Pani Martha Magruder
- 1959: The Purple Gang jako Zakonnica

## Wyróżnienia
Posiada swoją gwiazdę na Hollywoodzkiej Alei Gwiazd.